# Lättflyktiga organiska föreningar
Gruppen av organiska föreningar som lätt förångas i rumstemperatur kallas lättflyktiga organiska föreningar eller VOC:er (av engelska ”volatile organic compound”).
Halten av lättflyktiga kolväten i luften har hälso- och miljöeffekter, bland annat är de viktiga vid bildandet av marknära ozon.
VOC-ämnen släpps ut bland annat av oljepannor i vanliga hem och av barrträd.